# Rocket (sang)
 For alternative betydninger, se Rocket. (Se også artikler, som begynder med Rocket)
"Rocket" er en sang skrevet af Billy Corgan og indspillet af Smashing Pumpkins. Det er den fjerde og sidste single fra albummet Siamese Dream fra 1993.
Singlen blev udgivet d. 4. oktober 1994 – samme dag som opsamlingspladen Pisces Iscariot. Singlen markerer til en vis grad en ændring hos Smashing Pumpkins. Siden bandets start havde deres udgivelser været trykt med Smashing Pumpkins, men fra denne udgivelse og fremover blev bandnavnet på bl.a. cd'er, dvd'er skrevet som The Smashing Pumpkins. Det er aldrig helt klargjort, hvorfor bandet (eller formentlig bare Billy Corgan) valgte at ændre dette. Én af årsagerne kunne være, at bandet var blevet træt af alle de jokes om at smadre græskar (smashing pumpkins), når ordet smashing egentlig skal oversættes til pragtfuld (altså De Pragtfulde Græskar). Bandets fulde navn er "The Smashing Pumpkins" ifølge Billy Corgan, men i nogle tilfælde undlades ordet the af praktiske årsager.
Det rygtedes, at "Quiet" egentlig skulle have have været den fjerde single fra Siamese Dream. Mange radiostationer spillede dog i 1994 ofte "Mayonaise", som mange fans undrede sig over ikke blev udgivet som single. Selv om "Rocket" blev valgt udgivet som single fra ét af bandets mest populære og solgte album, blev sangen ikke inkluderet på Greatest Hits-pladen Rotten Apples, der blev udgivet i 2001. 

## B-sider
- "Never Let Me Down Again"

"Never Let Me Down Again" er skrevet af Martin Gore og er oprindeligt indspillet af Depeche Mode i 1987. Sangen er indspillet live i et BBC-studie 12. september 1993 på opfordring fra bassist D'arcy Wretzky. Wretzky havde længe været fan af Depeche Mode. Denne version blev ligeledes udgivet på hyldestalbummet For the Masses og soundtracket til filmen Not Another Teen Movie i 2002.

## Musikvideo
Musikvideoen til "Rocket" blev overraskende ganske populær. Den blev instrueret af ægteparret Jonathan Dayton og Valerie Faris og vist første gang på MTV i efteråret 1994. Videoen viser en gruppe børn, der er ved at bygge en raket. I videoen flyver de op til en fjern planet, hvor Smashing Pumpkins spiller. Da børnene endelig når derop, er de enkelte bandmedlemmer blevet gamle.